# Momentumindicator

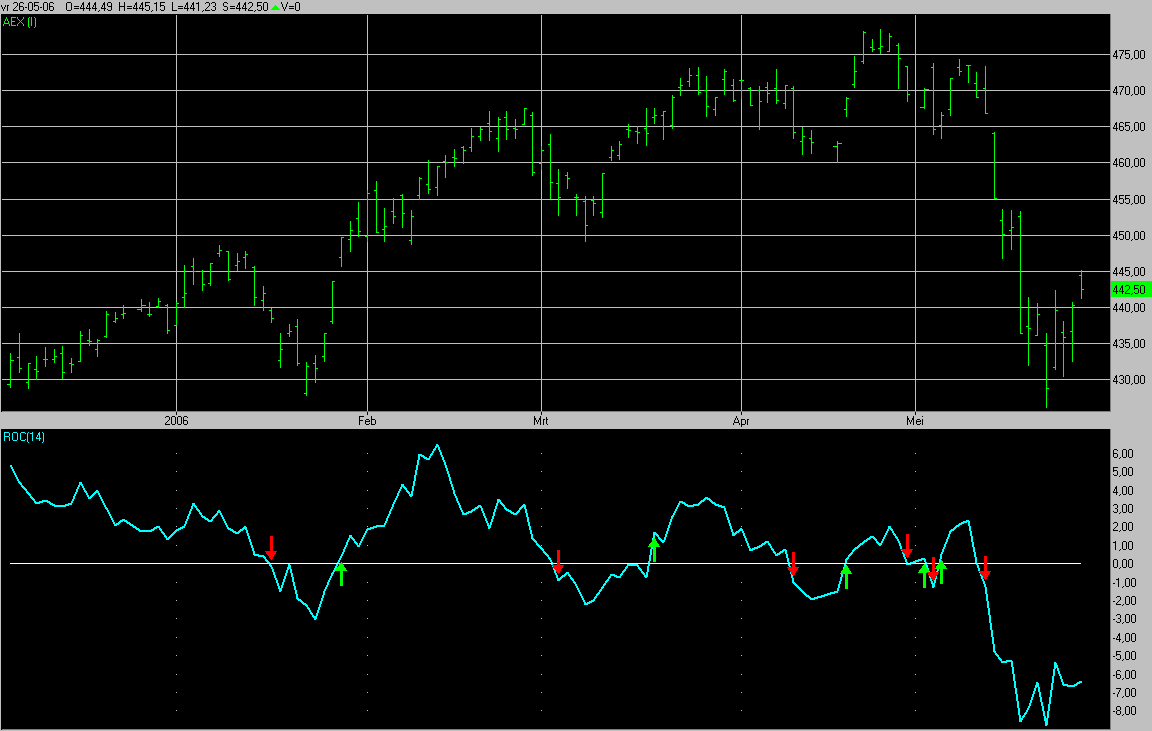
Momentum of Rate of Change Indicator

De {\displaystyle n}-daagse momentumindicator, ook kort momentum, is een indicator in de technische analyse die de koers van effecten vergelijkt met die van {\displaystyle n} dagen tevoren. Het momentum laat het verschil in punten zien met de eerdere koers. De direct afgeleide Rate of Change indicator laat juist het procentuele verschil zien. Het voordeel hiervan is dat de waarde onafhankelijk is van het niveau van de koersen. De curven van het momentum en van de rate of change hebben dezelfde vorm. Alleen de verticale schaal is verschillend. 

## Berekening
De momentumindicator is gedefinieerd als:
{\displaystyle {\text{MTM}}(t)={\text{Slotkoers}}(t)-{\text{Slotkoers}}(t-n)}
Verwant met de momentumindicator is de rate of change (ROC), de verandering relatief ten opzichte van de oude slotkoers:
{\displaystyle {\text{ROC}}(t)={\frac {{\text{MTM}}(t)}{{\text{Slotkoers}}(t-n)}}\times 100={\frac {{\text{Slotkoers}}(t)-{\text{Slotkoers}}(t-n)}{{\text{Slotkoers}}(t-n)}}\times 100}
Ook wordt de verhouding van de slotkoersen wel als ROC bestempeld:
{\displaystyle {\text{ROC}}(t)={\frac {{\text{Slotkoers}}(t)}{{\text{Slotkoers}}(t-n)}}\times 100}

### Interpretatie
In het midden van de indicatorgrafiek is er de nullijn, wanneer de indicator boven de nullijn ligt, wil dat zeggen dat de huidige koers groter is dan de koers van {\displaystyle n} dagen tevoren. Is de indicatorlijn daarenboven ook nog stijgend, dan betekent dit dat de koersstijging nog toeneemt. Wanneer de indicatorlijn boven de nullijn plots begint te dalen, terwijl de koersgrafiek nog altijd een stijging laat zien, betekent dit vaak dat het einde van de koersstijging in zicht is. Hoe hoger namelijk de koers stijgt, hoe kleiner de koersstijgingen worden. En de omgekeerde redenering kan gedaan worden wanneer de indicatorlijn onder de nullijn ligt. 
Het doorbreken van de nullijn naar boven of naar onderen wordt ook vaak als koop- of verkoopsignaal aangezien.
Het momentum houdt net als de Relatieve Sterkte Index geen rekening met de verhandelde volumes, en kan dus ook eerder als een trading-indicator dan als een langetermijnindicator gezien worden.